# Maštale
Maštale är en kulle i Tjeckien.   Den ligger i regionen Pardubice, i den centrala delen av landet, 130 km öster om huvudstaden Prag. Toppen på Maštale är 501 meter över havet.
Terrängen runt Maštale är lite kuperad, och sluttar norrut. Runt Maštale är det ganska glesbefolkat, med 43 invånare per kvadratkilometer. Närmaste större samhälle är Skuteč, 11,0 km väster om Maštale. I omgivningarna runt Maštale växer i huvudsak blandskog.